# 1829.
◄ | 18. stoljeće | 19. stoljeće | 20. stoljeće | ►
◄ | 1790-ih | 1800-ih | 1810-ih | 1820-ih | 1830-ih | 1840-ih | 1850-ih | ►
◄◄ | ◄ | 1826. | 1827. | 1828. | 1829. | 1830. | 1831. | 1832. | ► | ►►
Arhitektura • Astronomija • Biologija • Glazba • Kazalište • Kemija • Kiparstvo • Knjige • Književnost • Kršćanstvo • Meteorologija • Medicina • Politika • Pravo • Promet • Slikarstvo • Šport • Znanost • Željeznički promet

## Događaji
- 16. rujna – U Zadru otvoren prvi javni gradski perivoj.

## Rođenja
- 19. kolovoza – Miho Klaić, hrvatski političar († 1896.)
- 5. rujna – Lester Allan Pelton, izumitelj Peltonove turbine († 1908.)
- 5. listopada – Chester A. Arthur, 21. predsjednik SAD-a († 1886.)
- 16. listopada – Honorat Kozminski, poljski katolički svećenik, blaženik († 1916.)
- 19. listopada – Ivan Kronštatski, ruski svetac († 1908.)

## Smrti
- 12. siječnja – Friedrich Schlegel, njemački filozof (* 1772.)
- 6. travnja – Niels Henrik Abel, norveški matematičar (* 1802.)
- 10. svibnja – Thomas Young, engleski fizičar, liječnik i astronom (* 1773.)
- 18. prosinca – Jean-Baptiste Lamarck, francuski znanstvenik (* 1744.)

## Vanjske poveznice
|  | Zajednički poslužitelj ima još gradiva o temi 1829. |